# Marifé de Triana
Marifé de Triana, de son vrai nom María Felisa Martínez López (née à Burguillos, province de Séville le 13 septembre 1936, et décédée à Benalmádena, province de Malaga le 16 février 2013), est une actrice et chanteuse espagnole de copla et flamenco. Elle réussit grâce à ses activités d'interprète et sa voix à porter le genre folklorique de la copla au sommet. 

## Biographie
María Felisa Martínez López naît dans le village de Burguillos le 13 septembre 1936, elle passe ses premières années dans le quartier de Triana (Séville), où ils vivaient dans la rue Alfarería. À 9 ans, après la mort de son père, entrepreneur de travaux publics, la famille s'installe à Madrid. Marifé abandonne ses études pour commencer à entrer dans le monde de l'art. Après une courte période d'études dans des écoles de chant, elle débute dans le monde de l'art et de la chanson populaire, elle fait ses débuts à la radio nationale d'Espagne avec le présentateur David Cubedo.
David Cubedo lui donne le nom de « Marifé de Triana » pour sa première représentation à la radio espagnole. Marifé avait 13 ans alors que l'âge minimum était de 16 ans. Le même jour, elle est embauchée pour un spectacle au cinéma Pizarro de Madrid, où elle a rencontré le compositeur et pianiste Ricardo Freire. Entre 1950 et 1952, elle se produit au Théâtre Manolita, où elle chante les succès des plus grandes stars de la chanson du moment, y compris ceux de Juana Reina.
Le producteur Juan Carcellé l'engage, et elle fait ses débuts au Colisée de Madrid, en tête d'affiche d'un spectacle de variétés ; elle y chante des coplas andalouses. Plus tard, elle joue dans des spectacles tels que Polizontes del cante, dont la vedette principale est « Niño de Orihuela », et Padre Virtudes, de Pepe Mairena. Après ce succès au théâtre, les maisons de disques se disputent ses contrats, son premier album sort en 1956.
Le succès est continu au cours des années cinquante et soixante, elle occupe alors la première place dans la chanson espagnole et andalouse. María de la O en 1961, est sa chanson la plus populaire, une chanson qui est écrite pour María Ojer Ferrer et rendue célèbre par Estrellita Castro avant la guerre civile. Paco de Lucía enregistre d'ailleurs une version lyrique et flamenca de ce thème à la guitare, qui ouvre son dernier album de studio, posthume, Canción Andaluza, paru en 2014. Dans le même disque, Paco enregistre aussi sa version de la chanson Te he de querer mientras viva, avec Estrella Morente au chant, chanson que Marifé avait enregistrée à plusieurs reprises.
Grande patriote, elle reçoit une multitude de prix et récompenses nationaux et étrangers. Elle se marie à Madrid le 7 octobre 1982 avec José María Alonso Calvo. Après la mort de son mari, elle forme un groupe avec le musicien Rafael Rabay, qui composera nombre de ses chansons. En 1983, le conseil municipal de Burguillos a donné à une rue centrale le nom de l'artiste. Son mari, José María, est décédé le 26 avril 2008 à l'âge de 85 ans. Les critiques l'ont baptisée comme «l'actrice de la chanson», puisqu'elle a interprété toutes les chansons qu'elle chantait. 
Au total, elle enregistre plus de quatre cents chansons et contribué, notamment au monde de la copla, plusieurs centaines de nouvelles pièces, principalement la création des professeurs Quintero, León y Quiroga.
Elle meurt à Benalmádena, Málaga, le 16 février 2013, à l'âge de 76 ans, après plusieurs jours dans un état critique à l'hôpital de Xanit, où elle est transférée par sa famille de son domicile à Torremolinos. La chapelle en feu a été installée dans la salle plénière de la mairie de Torremolinos, qui a nommé une grande avenue où se trouvait la maison de l'artiste.

## Discographie
(août 2025).
| Sortie | Titre                    | Discographie             | Chansons |
| ------ | ------------------------ | ------------------------ | --- |
| 1956   | Canta                    | Philips                  | Antonio Romance / Torre de arena (1ª versión) / Mi novio tiene un velero / Frasquita Romero |
| 1958   | Marifé de Triana         | Columbia                 | La emperaora / Seguidillas de olé y olá / Que me perdone Dios / Marquesita de la estrella |
| 1958   | Marifé de Triana         | Columbia                 | La hija del presidente / Yo no sé querer / Lola Alegrías / Clavá en mi amargura |
| 1958   | Marifé de Triana         | Columbia                 | Locura de mi querer / ¡Ay San Antonio! / ¡Ay la Corales! / Rosa Veneno |
| 1958   | Marifé de Triana         | Columbia                 | Rejón de muerte / La ventolera / Ese torero / Marquesita cordobesa |
| 1958   | Marifé de Triana         | Columbia                 | En el quicio de mi puerta / ¡La sombra vendo! / ¡Ay, mi casa! / Tientos del pregonero |
| 1960   | Marifé de Triana         | Columbia                 | Mal haya la pena mia / En una esquina cualquiera / Sevillanas de Marifé / Marina la de Sagunto |
| 1960   | Marifé de Triana         | Columbia                 | Me valga la Magdalena / Villancicos del Alba / Villancicos de Marifé / Te he de querer mientras viva |
| 1960   | Marifé de Triana         | Columbia                 | Villancicos de Marifé / Villancicos del Alba / Nana de los pastores / Reloj de la Navidad |
| 1960   | Marifé de Triana         | Montilla-Zafiro          | Bajo un limón limonero / La Loba (1ª versión) / Cautiva / En una esquina cualquiera (1ª versión) |
| 1960   | Marifé de Triana         | Montilla-Zafiro EPFM-148 | Puente de plata / Juan León / Por qué te di yo mis besos / Noche de San Juan |
| 1960   | Marifé de Triana         | Montilla-Zafiro          | Alondra del cielo / Torito del desengaño / Échale la red / Calandria calandria |
| 1961   | Marifé de Triana         | Columbia                 | María Magdalena / Coplas del Guadalquivir / María de la O / Mi sombrero cordobés |
| 1961   | Marifé de Triana         | Columbia                 | Mecedle el paso / El pueblo te ha condenao / Por los clavos prisioneras / Por el calvario llorosa / |
| 1961   | Marifé de Triana         | Columbia                 | Soleá / Quién lo había de pensar / La rosa de capuchinos / Tientos del viento |
| 1961   | Marifé de Triana         | Columbia ECGE            | La gente / María Consolación / Sevillanas de la feria / Macarrona flamencona |
| 1961   | Marifé de Triana         | Columbia                 | La Mejorana / Acusación / El torito feo / Te lo digo sin pará |
| 1962   | Marifé de Triana         | Columbia ECGE            | Maldito sea el querer / Sevillanas de filigrana / Embajadora de España / Quién pudiera |
| 1962   | Marifé de Triana         | Columbia ECGE 71652      | Una mujer con ojeras / Qué me está pasando / Coplas de los siete niños / La Gallarda |
| 1962   | Marifé de Triana         | Columbia ECGE 71653      | Señora vecina / Manolo de Lora / Paloma Limón / ¡Mil veces que no! |
| 1962   | Marifé de Triana         | Columbia ECGE 71654      | Yo acuso / La buena sombra / Consolación la de Utrera / Mis dos rosas |
| 1963   | Marifé de Triana         | Columbia ECGE 71806      | La maestra giraldilla / La señorona / Canción del querer / La cómica |
| 1963   | Marifé de Triana         | Columbia ECGE 71807      | La Admiranta / Tus mismos ojos / La mujer del faro / Tu risa y mi pena / |
| 1963   | Marifé de Triana         | Columbia ECGE 71812      | Sangre de mis venas / Yo no quiero hablar / Tos saben que nos queremos / Un buen marido |
| 1963   | Marifé de Triana         | Columbia SCGE 80593      | Señor Sargento Ramírez / Las salinas de Cádiz / Elvira la Cantaora / Torres de Cádiz |
| 1963   | Marifé de Triana         | Columbia SCGE 80601      | Tientos del reloj / No me digas que no / Dolores la Petenera / Cortijo de la Aurora |
| 1963   | Marifé de Triana         | Columbia SCGE 80602      | ¡Ay Maricruz! / Málaga cancionera / Por San Fermín / Cortijo de la Aurora / |
| 1964   | Marifé de Triana         | Columbia SCGE 80712      | El río / El novio / Cantos del Rocío / Amanece en El Rocío |
| 1964   | Marifé de Triana         | Columbia SCGE 80713      | La luna y el toro / Que son de Puerto Real / Cuchillito de agonía / Señor Don José |
| 1964   | Marifé de Triana         | Columbia SCGE 80714      | Martirio la Cantaora / Toro bravo / La farola / He vuelto a encontrarte |
| 1964   | Marifé de Triana         | Columbia SCGE 80745      | Pajarillos / Tengo, tengo, tengo / Deja que me vaya / Te lo juro yo |
| 1964   | Marifé de Triana         | Columbia SCGE 80746      | Si se jugara dos veces / Al capricho de la gente / Si yo arrancarle pudiera / Desde que te conocí / Contrabando de luceros |
| 1964   | Marifé de Triana         | Columbia SCGE 80844      | ¡La de la calle Pureza...! / ¡Dale con ole...! / Cobarde he sío / La Lola no baila sola |
| 1964   | Marifé de Triana         | Columbia SCGE 80846      | 13 de mayo / Mala suerte / Carrillón de Córdoba / Rosa la del tiemblo |
| 1964   | Marifé de Triana         | Columbia SCGE 80847      | Tres puñales / Rosa de Lima / La misma suerte / Campanitas de cristal |
| 1964   | Marifé de Triana         | CP 9028                  | María de la O / Señora vecina / Cuchillito de agonía / La gente / La sombra vendo / Mis tres puñales / La rosa de capuchinos / Te he de querer mientras viva / La luna y el toro / Sevillanas de filigrana / 13 de mayo / Toro bravo                            |
| 1965   | Marifé de Triana         | Columbia SCGE 81022      | Tengo miedo torero / Tus palabras / No pisar la luna / Embrujada |
| 1965   | Marifé de Triana         | Columbia SCGE 81023      | Canta guitarra / Lo que yo más quiero / Cría cuervos / La cinta de mi sombrero |
| 1965   | Marifé de Triana         | Columbia SCGE 81058      | La niña de Agualucero / Manuela "La seguiriya" / El vestido de mi madre / Brindis de grana y oro |
| 1965   | Marifé de Triana         | Columbia SCGE 81059      | Fernanda la Cordobesa / Los gitanos de Castilla / Pena de quererte / Si te mueres...te mueres a gusto |
| 1965   | Marifé de Triana         | Columbia SCGE 81060      | Toritos de plata y oro / Sale el sol sale la luna / Dueño pedigüeño / No hay talandán |
| 1966   | Marifé de Triana         | Columbia SCGE 81169      | Una cantaora / Coplas de Pedro Romero / La Lirio / Triniá |
| 1966   | Marifé de Triana         | Columbia SCGE 81170      | Hágase su voluntad / Soñaba / Sólo me llamo canción / ¡Ay este no es mi Juan! |
| 1966   | Marifé de Triana         | Columbia SCGE 81171      | Ojalá / Rosa Malena / De luto se viste el aire / Mi cordera |
| 1967   | Marifé de Triana         | Columbia SCGE 81260      | Separaos / Tengo miedo / Desesperada / Tú me hiciste de ese modo |
| 1967   | Marifé de Triana         | Columbia SCGE 81296      | Pastorela / Campanas de Navidad / A dormir / Lucero divino |
| 1967   | Marifé de Triana         | Columbia SCGE 81297      | Patio banderas / Los asituneros / Quedate con tu dinero / Garrotín del bele |
| 1967   | Marifé de Triana         | Columbia SCGE 81302      | Romance de la soltera / Currito Luna / No te vayas de Navarra / Junto al agua |
| 1967   | Marifé de Triana         | Columbia SCGE 81320      | Romance de la Zamarrilla / Coplas de mi torero / Puñaladitas lentas / En silencio |
| 1967   | Marifé de Triana         | CPS 9027                 | María de la O / Soleá / Me valga la Magdalena / Coplas de los siete niños / La gente / Embajadora de España / Rosa de Capuchinos / Te he de querer mientras viva / Señora vecina / María Magdalena / Tientos del viento / La buena sombra                       |
| 1967   | Marifé de Triana         | CPS 9025                 | Romance de la Reina Mercedes / Romance de la otra / A donde va esa barquita / La Parrala / Los besos que yo te di / Tres tres / Caramelitos de menta / No digas pobre mujer / Compañera / Es tarde ya / Pero era un hombre casado / Por más que la gente diga   |
| 1968   | Marifé de Triana         | Columbia SCGE 81360      | Repique de campanas / Sueños de seda y oro / Tú que presumes de hombre / Bulerías del Romero |
| 1968   | Marifé de Triana         | Columbia SCV 520         | Desde la mina / Nada más / Quién dijo pena / Por cobarde |
| 1968   | Marifé de Triana         | Columbia ME 256          | Palomo Linares / Tengo miedo torero |
| 1969   | Marifé de Triana         | Columbia CV 522          | Compañero / El secreto mío / Lo nuestro... no es así / El chico de la blusa |
| 1969   | Marifé de Triana         | Columbia MO 668          | Ángel Teruel / Qué puedo hacer |
| 1969   | Marifé de Triana         | Columbia MO 692          | Ni un padrenuestro / El corral de los Artistas |
| 1969   | Marifé de Triana         | Columbia MO 693          | Nardo de Viena / Las corazonás |
| 1970   | Marifé de Triana         | Columbia MO 1054         | El pintor del viento / Tres veces loca |
| 1970   | Marifé de Triana         | Columbia MO 1066         | El pajarillo Curro / Puñales de sombra |
| 1970   | Marifé de Triana         | CPS 9062                 | En tierra extraña / Ya no te quiero / Doña Mariquita de los dolores / Me embrujaste / Bumbe...bumbaina / Vente a la audiencia / Tú, solo tú / Y estoy de luto / A ciegas / Eres lo que yo más quiero                                                            |
| 1971   | Marifé de Triana         | CPS 9141                 | Si te he querido / Pim pam fuego / Tu cariño / Esclava de tu amor / Ten cuidado / Te quiero y quiero / Tu beso mi beso / Emigrar / Tu amor y mi amor / Saberte perdonar                                                                                         |
| 1972   | Marifé de Triana         | Columbia MO 1192         | Si te he querido / Dolores la de Valverde |
| 1972   | Marifé de Triana         | Columbia MO 1329         | Sevillanas de la Giralda / Sevillanas de la alondra |
| 1973   | Marifé de Triana         | Columbia MO 1363         | Senda de celos / Lo quiero pa mí |
| 1973   | ¿De dónde vienes...?     | CPS: 9259                | Dime di, de donde vienes / Que yo viviera sin ti / Vete si quieres / Digo por tiento / Tres cosas tiene la noche / Tuve que olvidarte / Arañando las paredes / Una cualquiera / Por estarlo deseando / Y yo soy mujer                                           |
| 1974   | Marifé de Triana         | Columbia MO 1435         | Ay Cholón / Con ese beso |
| 1974   | Marifé de Triana         | Columbia MO 1449         | Pero mira cómo beben / Rín rín |
| 1974   | Marifé de Triana         | Columbia MO 1450         | Un ángel con trompeta / Campanilleros |
| 1974   | Eso que se llama corazón | CPS 9320                 | Eso que se llama corazón / El eco / Es nuestro amor / Vale, vale y vale / Otelo / Alegría de tu amor / A ver con quién te tropiezas / Castigo / Yo he visto una pena sola / Flamenquería                                                                        |
| 1974   | Marifé canta a México    | CPS 9343                 | Huapango torero / Llegando de ti / Échame a mí la culpa / Pobre del pobre / Grítenme piedras del campo / Fallaste corazón / Y...ya / Cuatro copas / Pa todo el año / Gorrioncillo pecho amarillo                                                                |
| 1975   | Marifé de Triana         | Columbia MO 1491         | Como un amor extraño / Te debo tantas rosas |
| 1975   | Marifé de Triana         | CPS 9388                 | Te debo tantas rosas / Quisiera ser / Quién tiene la culpa / Sin estar contigo / Cariño rociero / Como un amor extraño / Desgraciao / Tú debes valer mucho / Déjalo así / Entre Málaga y Sevilla                                                                |
| 1975   | Marifé de Triana         | CP 9408                  | Quién dijo pena / Desde la mina / Romance de la zamarrilla / Rosa la del tiemblo / Embrujada / Ojalá / Carrillón de Córdoba / Nada más / Rosa Malena / No te vayas de Navarra                                                                                   |
| 1976   | Ay, Sevilla...           | CPS 9446                 | Ay Sevilla / Soy como el arból / Déjame vivir mi vía / Sin motivo / Quiero guardar el secreto / Granada mía / Esto sí que son pesares / Y de testigo... Dios / Las banderillas de mi querer / Rueda de carro                                                    |
| 1976   | Marifé de Triana         | CP 9487                  | Locura de mi querer / Marquesita de la estrella / Que me perdone Dios / Clavá en mi amargura / Yo no se que hacer / Rosa de veneno / La emperaora / La hija del presidente / Lola Alegrías / Ay, San Antonio / Seguidillas del olé y olá / Ay, la Corales       |
| 1976   | Marifé de Triana         | CP 9488                  | Rejón de muerte / Coplas del Guadalquivir / Tientos del pregonero / Sevillanas de Marifé / Ese torero / Ay, mi casa / En el quicio de mi puerta / La ventolera / En una esquina cualquiera / Mal haya la pena mía / Marquesita cordobesa / Marina la de Sagunto |
| 1977   | Marifé de Triana         | CP 9489                  | La mejorana / Macarrona flamencona / Mi sombrero cordobés / Acusación / Quién pudiera / Maldito sea el querer / María Consolacion / Quién lo había de pensar / Una mujer con ojeras / Manolo de Lora / Te lo digo sin parar / Mil veces que no                  |
| 1977   | Marifé de Triana         | CP 9490                  | Señor Sargento Ramírez / Elvira la cantaora / Tos saben que nos queremos / Yo acuso / Por San Fermín / No me digas que no / ¡Ay Maricruz! / Sangre de mis venas / Tientos del reloj / Cortijo de la Aurora / Málaga cancionera / Dolores la Petenera            |
| 1977   | Marifé de Triana         | CP 9491                  | La de la calle Pureza / Si se jugara dos veces / Cobarde he sío / Pajarillos / Contrabando de luceros / La Lola no baila sola / Martirio la cantaora / Rosa de Lima / La farola / Te lo juro yo / Desde que te conocí / Campanitas de cristal                   |
| 1977   | Marifé de Triana         | CP 9492                  | Tengo miedo torero / Canta guitarra / La Lirio / Patio banderas / Repique de campanas / El vestido de mi madre / Coplas de Pedro Romero / La cinta de mi sombrero / Hágase su voluntad / Los aceituneros / Tú que presumes de hombre / Garrotín del bele        |
| 1977   | Te acordarás un día      | CPS 9551                 | Te acordarás un día / Bajo el sol de tu fragua / Torre de arena / Silencio sobre silencio / Necesito de ti / Me va tu piel / Quisiera decir no / La loba / Con el vito / Fandangos de mi querer                                                                 |
| 1978   | Marifé de Triana         | CP 9493                  | Tengo miedo / Compañero / Torres de Cádiz / Tú me hiciste de este modo / Por cobarde / Mis dos rosas / Lo nuestro no es así / Separaos / Consolación la de Utrera / Paloma limón / El chico de la blusa / El secreto mío                                        |
| 1981   | Encrucijada              | Discophon 27.026         | Encrucijada / Cuando te vi llegar / Dentro de mi cuerpo / Dudando / Apártate / Te llamo / Amor maldito / Abro mis brazos / Ayúdame / Ese día |
| 1989   | Vendedora de coplas      | Zariro 33012401          | Vendedora de coplas / Te puedo compartir / Rociero / Vivir de recuerdos / Con más fuerza que nunca / La copa del adiós / El amor existe / Qué puedo hacer / Locos / Quien manda soy yo                                                                          |
| 1990   | Canta mi corazón         | Senador D-01065          | Fuego en el corazón / A mi aire / Cuando te vayas / Por ti / En mi soledad / Estaba soñando / Loco / Tú no te has ido / Yo soy Sevilla / Lo sabes |
| 2001   | Porqué...                | Ático Record             | Perdida / Muero por la copla / Hablan / Y ahora qué / A tu lado / La puerta de mi amor / Por qué / Soy como soy / Esencia / No le hagas caso a tu corazón / Te felicito / Gente de Andalucía                                                                    |